# Esmeralda Bahia
A Esmeralda Bahia é uma das maiores esmeraldas e contém o maior fragmento individual já achado. A gema, pesando aproximadamente 340kg, (aproximadamente 1,700,000 quilates) originado do estado da Bahia e são cristais de esmeralda embutidas na rocha hospedeira. Escapou por pouco de uma enchente durante o Furacão Katrina em 2005 durante um período de armazenamento em um depósito localizado em New Orleans. Houve uma disputa de propriedade depois de ser noticiada como roubada em Setembro de 2008 de um cofre protegido no sul de El Monte no Condado de Los Angeles, Califórnia. A esmeralda foi localizada e o caso e propriedade foram resolvidos. A gema foi avaliada por volta de 400 milhões de dólares americanos, mas o valor correto é incerto.

## História
Originalmente minerada em 2001, nas minas de berílio do norte da Bahia, de onde é dado o seu nome.

Localização do Estado da Bahia no território brasileiro

Depois de ser movida do Brasil para os Estados Unidos, várias tentativas foram feitas para vendê-la, mas sem sucesso. Houve conflitos quanto ao seu dono. Eventualmente a esmeralda foi apreendida de um vendedor de gemas em Las Vegas e tomada em custódia pelo Departamento de Xerifes de Los Angeles. Depois de uma série de ações legais, o juiz John A. Kronstadt da Corte Superior do Condado de Los Angeles anunciou em Setembro de 2010 de que ele atenderia ao caso. Anthony Thomas, dentro dos requerentes, alegou ter pago 60 mil dólares americanos pela rocha pouco após ter sido descoberta em 2001  Uma data de julgamento foi marcada para 21 de Janeiro de 2013, na Corte do Condado de Los Angeles. Em 29 de Janeiro de 2014, o juiz Kronstadt emitiu uma decisão de rejeitar as reivindicações de Anthony Thomas, deixando a determinação dos requerentes restantes para um julgamento futuro. O Sr. Thomas subsequentemente declarou falência para descarregar-se dos custos e taxas de advogados que ele incorreu em sua tentativa falha de reivindicar a Esmeralda Bahia como dele próprio. O seu apelo sobre a decisão contra ele foi mais tarde descartada pois Thomas falhou em buscar o apelo em um tempo rápido de acordo com as normas.
Depois de um julgamento em 30 de Março de 2016 na mesma corte, Michael Johnson, o juiz que sucedeu Kronstadt no caso civil, entrou com uma ordem final em 23 de Junho de 2015, determinando e decidindo que a FM Holdings, LLC era o comprador bona fide da Esmeralda Bahia e que o título da Esmeralda Bahia pertencia somente e exclusivamente a ela por uma série de relacionamentos de agências e transações legais. Todos os outros requerentes da Esmeralda Bahia (inclusive o próprio Brasil) foram ou previamente descartados, como Thomas, ou resolveram suas clamações, deixando FM Holdings, LLC, como o único e exclusivo dono da Esmeralda Bahia, decidido pelo juiz Johnson em 23 de Junho de 2015, decisivamente.
Em 25 de Junho de 2015, On June 25, 2015, a juíza da Corte Distrital dos EUA, Colleen Kollar-Kotelly, por meio de um requerimento pelo Departamento de Justiça, emitiu uma ordem de restrição protegendo a gema, argumentando de que é sujeita à perda no Brasil, aonde promotores em um advindo julgamento criminal alegam de que dois contrabandistas ilegais levaram a rocha do país de origem.
Em 2024, um tribunal federal dos EUA decidiu que a esmeralda pertencia ao estado brasileiro e deveria ser devolvida.[